# مدال شجاعت (روسیه)
مدال شجاعت (روسی: Медаль «За отвагу») یک نشان دولتی فدراسیون روسیه است که پس از انحلال اتحاد جماهیر شوروی در سیستم جوایز روسیه باقی ماند.
| ۱۹۳۸–۱۹۴۳        | ۱۹۴۳–۱۹۹۱  | ۱۹۹۴ تاکنون         |
| اوایل دوره شوروی | دوره شوروی | دوره فدراسیون روسیه |
| اوایل دوره شوروی | دوره شوروی | دوره فدراسیون روسیه |